# 北岡夢子
北岡 夢子（きたおか ゆめこ、1971年2月2日 - ）は、日本の歌手、女優・元アイドル。所属事務所はサンミュージックプロダクション→オフィス斬→リトルウィング。
東京都台東区出身。血液型A型。嘉悦女子高等学校→堀越高等学校（転校）→東海大学卒業。

## 来歴
1985年8月31日、サンミュージックオーディションにて「七色のパドル」を歌い合格し、事務所入り。その後、デビューが決まり、中学時代から高校2年2学期まで在学した嘉悦女子中学校・高等学校から堀越高等学校に転校する(その後卒業)。
フォーライフ・レコードより、1988年4月6日に「憧憬（あこがれ）」でアイドル歌手デビュー。同期デビューアイドルには、姫乃樹リカ、国実百合、小高恵美、仲村知夏、藤谷美紀、西田ひかる、相川恵里、島崎路子、高岡早紀、田中律子、吉田真里子などがいた。
1988年7月23日 京王線1日駅長と「北岡夢子号」を走らせ読売ランドでファーストコンサート。
同年8月5日 シングル「告白」でミュージックステーション初出演。司会のタモリが自身の父親とそっくりとはしゃぐ一面を見せた。
新人賞レースはレコード会社の方針もあり、辞退。
2022年12月より大阪に居住。同時期より関西各地の観光地を訪問した様子やグルメの様子をインスタグラムにて発信開始（2024年12月 再び東京へ）。
2024年9月20日 33年ぶりの新曲「二人の季節（作詞：北岡夢子/作曲編曲：古川ヒロシ）」を配信リリース。歌手活動を再始動。
2025年1月 X(旧Twitter)開設。
2025年2月 Yumeko Kitaoka ～Birthday Live Tour 2025～ 2月2日東京・汐留『BLUE MOOD』、2月9日大阪『Soap Opera Classcs』にて開催。

## 人物
- デビュー当時に事務所がつけたニックネームは「ムーちゃん」（夢子の“夢”より）だった。
- サンミュージックの先輩である松田聖子に心酔していた。
- スタイル抜群で雑誌などでも評判。投稿写真誌にもよく載っていた。
- 犬が好き。
- 趣味は料理。
- 同期の相川恵里とは「あれが天下のサンミュージックか」「あれがロッテの新人か」と、お互い意識していた。

## ディスコグラフィ

### シングル
| 枚                                     | 発売日                 | タイトル                                                          | c/w                                                       | 形態                   | 規格品番               | オリコン最高位         |
| フォーライフ・レコード                 | フォーライフ・レコード | フォーライフ・レコード                                            | フォーライフ・レコード                                    | フォーライフ・レコード | フォーライフ・レコード | フォーライフ・レコード |
| -------------------------------------- | ---------------------- | ----------------------------------------------------------------- | --------------------------------------------------------- | ---------------------- | ---------------------- | ---------------------- |
| 1st                                    | 1988年4月6日           | 憧憬 作詞：吉元由美 作曲：松宮恭子 編曲：萩田光雄                 | 追伸 作詞：吉元由美 作曲：三浦一年 編曲：入江純           | EP                     | 7K-292                 | 65位                   |
| 1st                                    | 1988年4月6日           | 憧憬 作詞：吉元由美 作曲：松宮恭子 編曲：萩田光雄                 | 追伸 作詞：吉元由美 作曲：三浦一年 編曲：入江純           | 8cmCD                  | 10KD-7                 | 65位                   |
| フォーライフ・レコード / FOR LIFE WING |                        |                                                                   |                                                           |                        |                        |                        |
| 2nd                                    | 1988年7月5日           | 告白 作詞：真名杏樹 作曲：山梨鐐平 編曲：新川博                   | いくじなし 作詞：石川あゆ子 作曲：林哲司 編曲：新川博     | EP                     | 7K-300                 | 39位                   |
| 2nd                                    | 1988年7月5日           | 告白 作詞：真名杏樹 作曲：山梨鐐平 編曲：新川博                   | いくじなし 作詞：石川あゆ子 作曲：林哲司 編曲：新川博     | 8cmCD                  | 10KD-28                | 39位                   |
| 3rd                                    | 1988年10月5日          | 恋心 作詞：吉元由美 作曲：山梨鐐平 編曲：萩田光雄                 | 約束 作詞：吉元由美 作曲：羽田一郎 編曲：新川博           | EP                     | 7K-310                 | 29位                   |
| 3rd                                    | 1988年10月5日          | 恋心 作詞：吉元由美 作曲：山梨鐐平 編曲：萩田光雄                 | 約束 作詞：吉元由美 作曲：羽田一郎 編曲：新川博           | 8cmCD                  | 10KD-37                | 29位                   |
| 4th                                    | 1989年2月8日           | 夢をあげよう 作詞：井上輝彦 作曲：釘崎哲朗 編曲：佐藤準           | 星に願いを 作詞：井上輝彦 作曲：釘崎哲朗 編曲：佐藤準     | EP                     | 7K-324                 | 28位                   |
| 4th                                    | 1989年2月8日           | 夢をあげよう 作詞：井上輝彦 作曲：釘崎哲朗 編曲：佐藤準           | 星に願いを 作詞：井上輝彦 作曲：釘崎哲朗 編曲：佐藤準     | 8cmCD                  | 10KD-53                | 28位                   |
| 5th                                    | 1989年6月21日          | もういちど逢えたら 作詞：井上輝彦 作曲：朝倉紀幸 編曲：山川恵津子 | 優しくなりたい 作詞：真名杏樹 作曲：三浦一年 編曲：入江純 | EP                     | FLA-5                  | 43位                   |
| 5th                                    | 1989年6月21日          | もういちど逢えたら 作詞：井上輝彦 作曲：朝倉紀幸 編曲：山川恵津子 | 優しくなりたい 作詞：真名杏樹 作曲：三浦一年 編曲：入江純 | 8cmCD                  | FLC-6                  | 43位                   |
| 6th                                    | 1990年3月21日          | IT'S-ME 作詞：及川眠子 作曲：後藤次利 編曲：門倉聡                | 絶対さよなら 作詞：及川眠子 作曲：後藤次利 編曲：門倉聡   | 8cmCD                  | FLDW-09102             | 圏外                   |
| 7th                                    | 1991年6月21日          | マイアミ午前5時 作詞：松本隆 作曲：来生たかお 編曲：入江純        | ミスティー 作詞：小林和子 作曲：小田裕一郎 編曲：入江純   | 8cmCD                  | FLDW-09139             | 圏外                   |

### アルバム

#### オリジナルアルバム
| 枚                                     | 発売日                                 | タイトル                               | 形態                                   | 規格品番                               | オリコン最高位                         |
| フォーライフ・レコード / FOR LIFE WING | フォーライフ・レコード / FOR LIFE WING | フォーライフ・レコード / FOR LIFE WING | フォーライフ・レコード / FOR LIFE WING | フォーライフ・レコード / FOR LIFE WING | フォーライフ・レコード / FOR LIFE WING |
| -------------------------------------- | -------------------------------------- | -------------------------------------- | -------------------------------------- | -------------------------------------- | -------------------------------------- |
| 1st                                    | 1988年8月21日                          | 夢子                                   | LP                                     | 28K-152                                | 97位                                   |
| 1st                                    | 1988年8月21日                          | 夢子                                   | CD                                     | 33KD-130                               | 97位                                   |
| 1st                                    | 2008年7月16日                          | 夢子+シングルコレクション              | CD                                     | PCCS-00012                             | 275位                                  |

#### ベストアルバム
| 枚               | 発売日           | タイトル             | 形態             | 規格品番         | オリコン最高位   |
| ポニーキャニオン | ポニーキャニオン | ポニーキャニオン     | ポニーキャニオン | ポニーキャニオン | ポニーキャニオン |
| ---------------- | ---------------- | -------------------- | ---------------- | ---------------- | ---------------- |
| 1st              | 2010年5月19日    | Myこれ!Lite 北岡夢子 | CD               | PCCS-00138       | 圏外             |

### タイアップ曲
| 楽曲            | タイアップ                                   | 収録作品                    |
| --------------- | -------------------------------------------- | --------------------------- |
| IT'S-ME         | NTTコードレステレホン「IT'S-ME」CMソング     | シングル「IT'S-ME」         |
| マイアミ午前5時 | テレビ東京系『歌謡夢図鑑』エンディングテーマ | シングル「マイアミ午前5時」 |

## 出演

### テレビドラマ
- こんな学園みたことない!（1987年 - 1988年、よみうりテレビ） - 田辺夢子 役
- カッ飛び!ヤンヤン姫 第2話「暴走ギャング出現 花のお江戸は大混乱」（1988年、テレビ東京） - 町娘 役
- 春日局（1989年、NHK大河ドラマ）
- いけない女子高物語（1990年、日本テレビ）
- プアゾンの匂う女（1991年、フジテレビ男と女のミステリー）
- ホテルウーマン（1991年、関西テレビ）
- 大岡越前（TBS / C.A.L）
  - 第13部 第24話「伊織を狙う狐面の女」（1993年4月26日） - おふみ 役
  - 第14部 第16話「兄が願った妹の幸せ」（1996年10月7日） - お糸 役
- 水戸黄門（TBS / C.A.L）
  - 第22部 第22話「出雲の蕎麦は恋の味 -出雲-」（1993年10月11日） - お千代 役
  - 第23部 第3話「泣き笑い幽霊旅籠 -熊谷-」（1994年8月15日） - お園 役
  - 第24部 第23話「親子で競う山中塗り -大聖寺-」（1996年2月26日） - おみよ 役
  - 第25部 第37話「豪雨の旅籠の殺人事件 -上山-」（1997年9月8日） - おさと 役
- 江戸を斬るVIII 第9話「桜吹雪の大芝居」（1994年、TBS / C.A.L） - おなみ 役
- 遠山の金さんVS女ねずみ 第12話「疑惑の罠! 与力の妻が万引き」（1997年、テレビ朝日）

### ラジオ
- 北岡夢子 夢子の夢飛行 （シンセン☆キラキラナイト月曜日、1988年10月 - 1990年3月）

### バラエティー
- クイズ!脳ベルSHOW（2021年9月27日・28日、BSフジ） - ゲスト